# Йозеф Кемр
Йозеф Кемр (чеш. Josef Kemr; 20 июня 1922, Прага — 15 января 1995, там же) — чешский и чехословацкий кинематографист, актёр театра, кино и телевидения.

## Биография
Родился в музыкальной семье. Унаследовал от отца талант игры на струнных инструментах. В 1932 году вместе с братом впервые выступил на сцене театра на Виноградах в Праге. Затем работал на радио, в 1937 году дебютировал в кино. 
Профессионально занимался актёрской деятельностью с восемнадцати лет, играл на сценах в различных театрах. В 1942 году окончил коммерческое училище в Праге. С 1965 года был участником коллектива Национального театра в Праге.
Снялся в 267 фильмах и сериалах.

## Избранная фильмография
- 1946: 13-й участок
- 1947:Никто не знает ничего
- 1949: Дикая Бара
- 1952: Анна-пролетарка
- 1953:Ангел в отпуске
- 1954: Ян Гус
- 1955: Музыка с Марса
- 1955: Ян Жижка
- 1958: Гражданин Брих
- 1957: Бравый солдат Швейк
- 1959: Бегство из тени
- 1967: Маркета Лазарова
- 1970: Молот ведьм
- 1970: Похождения красавца-драгуна
- 1970: Я убил Эйнштейна, господа
- 1970: Четырёх убийств достаточно, дорогая
- 1971: Бабушка
- 1976: Маречек, подайте мне ручку!
- 1975—1989: Тридцать случаев майора Земана